# مارسين كازماريك (لاعب كرة قدم)
مارسين كازماريك (بالبولندية: Marcin Kaczmarek)‏ (2 يناير 1974 في بولندا - ) هو لاعب كرة قدم بولندي في مركز الدفاع. لعب مع ليخيا غدانسك.

## وصلات خارجية
- مارسين كازماريك (لاعب كرة قدم) على موقع قاعدة بيانات كرة القدم.إي يو (الإنجليزية)
- مارسين كازماريك (لاعب كرة قدم) على موقع Soccerway.com (الإنجليزية)
- مارسين كازماريك (لاعب كرة قدم) على موقع عالم كرة القدم.نت (الإنجليزية)